# Mihai Mocanu
Mihai Mocanu (ur. 24 lutego 1942 w Konstancy, zm. 18 czerwca 2009 tamże) – rumuński piłkarz występujący na pozycji obrońcy. Uczestnik Mistrzostw Świata 1970 w Meksyku.
W latach 1963–1972 i 1974–1976 był zawodnikiem Petrolulu Ploeszti.